# Premio Literário Maria Amália Vaz de Carvalho
El Premio Literário Maria Amália Vaz de Carvalho es un galardón portugués que fue instituido en 1993 por el Ayuntamiento de Loures con el objetivo de homenajear a la escritora y activista política del mismo nombre premiando obras inéditas de autores de lengua portuguesa tanto en poesía como en prosa.
No se debe confundir con el Premio Nacional de Literatura Infantil (Prémio Maria Amália Vaz de Carvalho) otorgado por el Secretariado de Propaganda Nacional.

## Galardonados
- 1994 – Livro de Horas ou Memorial do Convento de Odivelas, de Serafim Ferreira
- 1996 – A casa e o cheiro dos livros, Maria do Rosário Pedreira
- 1998 – O poeta e a pedra, Serafim Ferreira
- 1999 – Fissura, João Pedro Mésseder
- 2001 – A deusa dos laços, Maria Adelaide Valente
- 2003 – Uma certa forma de errância, Graça Pires
- 2005 – Anti-bio-grafias de contágio, Paula Caspão
- 2007 – Dois corpos tombando na água, Alice Vieira
- 2009 – Diálogos  para o fim do mundo, Joana Bértholo
- 2012 – Lugares Passagem, Luís Filipe Rodrigues
- 2013 – Geografias, Patrícia Isabel Gomes Lucas
- 2016 - O Nó da Culpa, Filipe Batista
- 2017 - Este Obscuro Objecto do Desejo, Tiago Nené